# Le Cycle des légendes
Le Cycle des légendes est un recueil de nouvelles se déroulant sur l'univers de fiction Ténébreuse et fait partie du cycle associé. Il contient des nouvelles traduites par Simone Hilling et extraites de plusieurs recueils publiés à l'origine par les éditions DAW. Le recueil a été publié en 1998 par les éditions Pocket  (ISBN 2-266-06595-5).

## Contenu
Le recueil contient les nouvelles suivantes :
- La ballade d'Hastur et de Cassilda de Marion Zimmer Bradley (The Ballad of Hastur and Cassilda, 1987)
- La dame noire de Jane Brae-Bedell (Dark Lady, 1982)
- La légende de Dame Bruna de Marion Zimmer Bradley (The Legend of Lady Bruna, 1985)
- Le conte de l'âne de Durraman de Eileen Ledbetter (The Tale of Durraman's Donkey, 1980)
- La filleule du chieri de Cynthia McQuillin (The Chieri's Goldchild, 1994)
- L'héritage de Briana de Suzanne Hawkins Burke (Briana's Birthright, 1994)
- Di Catenas de Adrienne Martine-Barnes (Di Catenas, 1982)
- La réponse de Jacqueline Lichtenberg, Jean Lorrah (The Answer, 1980)
- Commencements de Cynthia Drolet (Beginnings, 1990)
- Amende honorable de Glenn R. Sixbury (Amends, 1994)
- Vai Dom de Diana L. Paxson (Vai Dom, 1980)
- Un autre genre de victoire de Diana L. Paxson (A Different Kind of Victory, 1987)
- Le fils de mon père de Meg Mac Donald (My Father's Son, 1988)
- Juste cette fois de Joan Marie Verba (This One Time, 1985)
- La femme de l'année de Lee Martindale (The Yearbride, 1994)